# 2017-es WTCC olasz nagydíj
A 2017-es WTCC olasz nagydíj volt a 2017-es túraautó-világbajnokság második fordulója. 2017. április 30-án rendezték meg az Autodromo Nazionale di Monza-n, Monzában.

## Időmérő
| Poz. | #  | Versenyző         | Csapat                          | Autó                    | Kat. | 1. rész  | 2. rész  | 3. rész  | Pont |
| ---- | -- | ----------------- | ------------------------------- | ----------------------- | ---- | -------- | -------- | -------- | ---- |
| 1    | 62 | Thed Björk        | Polestar Cyan Racing            | Volvo S60 Polestar TC1  |      | 1:52,284 | 1:52,202 | 1:52,505 | 5    |
| 2    | 18 | Tiago Monteiro    | Honda Racing Team JAS           | Honda Civic WTCC        |      | 1:52,922 | 1:52,385 | 1:52,821 | 4    |
| 3    | 12 | Robert Huff       | ALL-INKL.COM Münnich Motorsport | Citroën C-Elysée WTCC   | WT   | 1:52,754 | 1:52,523 | 1:52,968 | 3    |
| 4    | 63 | Nick Catsburg     | Polestar Cyan Racing            | Volvo S60 Polestar TC1  |      | 1:52,404 | 1:52,407 | 1:53,013 | 2    |
| 5    | 61 | Néstor Girolami   | Polestar Cyan Racing            | Volvo S60 Polestar TC1  |      | 1:52,218 | 1:52,488 | 1:57,834 | 1    |
| 6    | 5  | Michelisz Norbert | Honda Racing Team JAS           | Honda Civic WTCC        |      | 1:53,267 | 1:52,606 |          |      |
| 7    | 3  | Tom Chilton       | Sébastien Loeb Racing           | Citroën C-Elysée WTCC   | WT   | 1:53,612 | 1:53,081 |          |      |
| 8    | 86 | Esteben Guerrieri | Campos Racing                   | Chevrolet RML Cruze TC1 | WT   | 1:53,016 | 1:53,404 |          |      |
| 9    | 25 | Mehdi Bennani     | Sébastien Loeb Racing           | Citroën C-Elysée WTCC   | WT   | 1:53,588 | 1:53,584 |          |      |
| 10   | 9  | Tom Coronel       | ROAL Motorsport                 | Chevrolet RML Cruze TC1 | WT   | 1:53,803 | 1:53,678 |          |      |
| 11   | 34 | Micsigami Rjo     | Honda Racing Team JAS           | Honda Civic WTCC        |      | 1:54,108 | 1:53,973 |          |      |
| 12   | 68 | Yann Ehrlacher    | RC Motorsport                   | Lada Vesta WTCC         | WT   | 1:54,059 |          |          |      |
| 13   | 27 | John Filippi      | Sébastien Loeb Racing           | Citroën C-Elysée WTCC   | WT   | 1:54,123 |          |          |      |
| 14   | 8  | Aurélien Panis    | Zengő Motorsport                | Honda Civic WTCC        | WT   | 1:54,221 |          |          |      |
| 15   | 24 | Kevin Gleason     | RC Motorsport                   | Lada Vesta WTCC         | WT   | 1:54,978 |          |          |      |
| 16   | 99 | Nagy Dániel       | Zengő Motorsport                | Honda Civic WTCC        | WT   | 1:55,040 |          |          |      |

Megjegyzés:
- WT – WTCC Trophy

## MAC 3
| Poz. | Gyártó | Autó                 | Idő      | Különbség | Pont |
| ---- | ------ | -------------------- | -------- | --------- | ---- |
| 1    | Volvo  | Polestar Cyan Racing | 3ː53,448 |           | 12   |
| 2    | Honda  | Honda Civic WTCC     | 3:55,452 | +2,004    | 8    |

## Első futam
| Poz. | #  | Versenyző         | Csapat                          | Autó                    | Kat. | Futott kör | Idő/Kiesés oka | Rajthely | Pont |
| ---- | -- | ----------------- | ------------------------------- | ----------------------- | ---- | ---------- | -------------- | -------- | ---- |
| 1    | 3  | Tom Chilton       | Sébastien Loeb Racing           | Citroën C-Elysée WTCC   | WT   | 9          | 17ː17,330      | 4        | 25   |
| 2    | 12 | Robert Huff       | ALL-INKL.COM Münnich Motorsport | Citroën C-Elysée WTCC   | WT   | 9          | +0,329         | 8        | 18   |
| 3    | 18 | Tiago Monteiro    | Honda Racing Team JAS           | Honda Civic WTCC        |      | 9          | +2,630         | 9        | 15   |
| 4    | 10 | Esteban Guerrieri | Campos Racing                   | Chevrolet RML Cruze TC1 | WT   | 9          | +6,899         | 3        | 12   |
| 5    | 62 | Thed Björk*       | Polestar Cyan Racing            | Volvo S60 WTCC          |      | 9          | +7,793         | 10       | 10   |
| 6    | 9  | Tom Coronel       | ROAL Motorsport                 | Chevrolet RML Cruze TC1 | WT   | 9          | +11,100        | 1        | 8    |
| 7    | 27 | John Filippi      | Sébastien Loeb Racing           | Citroën C-Elysée WTCC   | WT   | 9          | +12,928        | 13       | 6    |
| 8    | 63 | Nick Catsburg     | Polestar Cyan Racing            | Volvo S60 WTCC          |      | 9          | +18,067        | 7        | 4    |
| 9    | 24 | Kevin Gleason     | RC Motorsport                   | Lada Vesta WTCC         | WT   | 9          | +18,449        | 15       | 2    |
| 10   | 99 | Nagy Dániel       | Zengő Motorsport                | Honda Civic WTCC        | WT   | 9          | +19,200        | 16       | 1    |
| 11   | 68 | Yann Ehrlacher**  | RC Motorsport                   | Lada Vesta WTCC         | WT   | 9          | +20,207        | 12       |      |
| Hn   | 5  | Michelisz Norbert | Honda Racing Team JAS           | Honda Civic WTCC        |      | 5          | +4 kör         | 5        |      |
| Hn   | 25 | Mehdi Bennani     | Sébastien Loeb Racing           | Citroën C-Elysée WTCC   | WT   | 4          | +5 kör         | 2        |      |
| Ki   | 61 | Néstor Girolami   | Polestar Cyan Racing            | Volvo S60 WTCC          |      | 4          | Futómű         | 6        |      |
| Ki   | 34 | Micsigami Rjo     | Honda Racing Team JAS           | Honda Civic WTCC        |      | 2          | Motor          | 11       |      |
| Ki   | 8  | Aurélien Panis    | Zengő Motorsport                | Honda Civic WTCC        | WT   | 0          | Olajszivárgás  | 14       |      |

- WT - WTCC Trophy
- * Thed Björk 1 másodperces időbüntetést kapott Esteban Guerrierivel szembeni szabálytalan előzéséért.
- ** Yann Ehrlacher 10 másodperces időbüntetést kapott rendszeres pályaelhagyásért.

## Második futam
| Poz. | #  | Versenyző         | Csapat                          | Autó                    | Kat. | Futott kör | Idő/Kiesés oka | Rajthely | Pont |
| ---- | -- | ----------------- | ------------------------------- | ----------------------- | ---- | ---------- | -------------- | -------- | ---- |
| 1    | 62 | Thed Björk        | Polestar Cyan Racing            | Volvo S60 WTCC          |      | 12         | 23:51,974      | 1        | 30   |
| 2    | 18 | Tiago Monteiro    | Honda Racing Team JAS           | Honda Civic WTCC        |      | 12         | +2,174         | 2        | 23   |
| 3    | 12 | Robert Huff       | ALL-INKL.COM Münnich Motorsport | Citroën C-Elysée WTCC   | WT   | 12         | +2,779         | 3        | 19   |
| 4    | 63 | Nick Catsburg     | Polestar Cyan Racing            | Volvo S60 WTCC          |      | 12         | +3,269         | 4        | 16   |
| 5    | 61 | Néstor Girolami   | Polestar Cyan Racing            | Volvo S60 WTCC          |      | 12         | +6,180         | 5        | 13   |
| 6    | 5  | Michelisz Norbert | Honda Racing Team JAS           | Honda Civic WTCC        |      | 12         | +6,181         | 6        | 10   |
| 7    | 25 | Mehdi Bennani     | Sébastien Loeb Racing           | Citroën C-Elysée WTCC   | WT   | 12         | +9,582         | 9        | 7    |
| 8    | 86 | Esteban Guerrieri | Campos Racing                   | Chevrolet RML Cruze TC1 | WT   | 12         | +11,522        | 8        | 4    |
| 9    | 68 | Yann Ehrlacher    | RC Motorsport                   | Lada Vesta WTCC         | WT   | 12         | +11,877        | 12       | 2    |
| 10   | 27 | John Filippi      | Sébastien Loeb Racing           | Citroën C-Elysée WTCC   | WT   | 12         | +12,077        | 13       | 1    |
| 11   | 9  | Tom Coronel       | ROAL Motorsport                 | Chevrolet RML Cruze TC1 | WT   | 12         | +12,836        | 10       |      |
| 12   | 8  | Aurélien Panis    | Zengő Motorsport                | Honda Civic WTCC        | WT   | 12         | +16,637        | 16       |      |
| 13   | 24 | Kevin Gleason     | RC Motorsport                   | Lada Vesta WTCC         | WT   | 12         | +19,306        | 14       |      |
| Ki   | 99 | Nagy Dániel       | Zengő Motorsport                | Honda Civic WTCC        | WT   | 6          | +6 kör         | 15       |      |
| Ki   | 8  | Tom Chilton       | Sébastien Loeb Racing           | Citroën C-Elysée WTCC   | WT   | 4          | +8 kör         | 7        |      |
| Ki   | 34 | Micsigami Rjo     | Honda Racing Team JAS           | Honda Civic WTCC        |      | 4          | +8 kör         | 11       |      |

## Külső hivatkozások
- Hivatalos nevezési lista
- Az időmérő eredménye
- A MAC 3 eredménye
- Az 1. futam hivatalos eredménye
- A 2. futam hivatalos eredménye